# Fuchsia pilaloensis
Fuchsia pilaloensis är en dunörtsväxtart som beskrevs av Paul Edward Berry. Fuchsia pilaloensis ingår i släktet fuchsior, och familjen dunörtsväxter. Inga underarter finns listade i Catalogue of Life.